# Cryptotis tropicalis
Cryptotis tropicalis är en däggdjursart som först beskrevs av Clinton Hart Merriam 1895.  Cryptotis tropicalis ingår i släktet pygménäbbmöss och familjen näbbmöss. IUCN kategoriserar arten globalt som otillräckligt studerad. Inga underarter finns listade i Catalogue of Life.
Denna näbbmus förekommer i Guatemala och i angränsande regioner av Mexiko och Belize. Den lever främst i höglänta områden. Arten vistas i tropiska regnskogar.
Cryptotis tropicalis är främst aktiv på natten och äter insekter, daggmaskar och andra ryggradslösa djur. Den skapar stigar i skogens undervegetation eller använder stigar som skapades av gnagare.